# Seegräben
Seegräben é uma comuna da Suíça, no Cantão Zurique, com cerca de 1.234 habitantes. Estende-se por uma área de 3,75 km², de densidade populacional de 329 hab/km². Confina com as seguintes comunas: Mönchaltorf, Pfäffikon, Uster, Wetzikon.
A língua oficial nesta comuna é o Alemão.